# زلزال إندونيسيا 2019
زلزال إندونيسيا 2019 حدث في 12 أبريل 2019 في المحيط الهندي في جزيرة سولاوسي في إندونيسيا وحسب تقديرات المركز الزلزالي فأن زلزالاً بقوة 6.8 درجات على مقياس ريختر ضرب جزيرة سولاوسي الإندونيسية. وكان مركز الزلزال يقع مركزه على بعد 85 كيلو مترا جنوب غرب جزر بانجاي، و280 كيلومترا جنوبي إقليم جورونتالو، وعلى عمق 43 كيلومترا، وفق تقرير هيئة الارصاد الجوية والجيوفزياء الإندونيسية.
وإندونيسيا تقع تحت ما يسمى الطوق الناري الذي يعتبر ناشطا تكتونيا وفيه الصفائح التكتونية الضخمة تتحرك وتنزلق ببطء أعلى أو تحت الصفائح الأخرى وهو الذي يؤدي إلى حدوث الزلازل. وساد الخوف بين الأهالي من حدوث موجة تسونامي.